# Dicaeum
Dicaeum is een geslacht van zangvogels uit de familie Dicaeidae (bastaardhoningvogels).

## Soorten
Het geslacht kent de volgende soorten:
- Dicaeum aeneum  – Salomonshoningvogel
- Dicaeum annae  – Baardhoningvogel
- Dicaeum anthonyi  – Geelkruinhoningvogel
- Dicaeum aureolimbatum  – Geelflankhoningvogel
- Dicaeum australe  – Filipijnse honingvogel
- Dicaeum beccarii – Sumatraanse honingvogel
- Dicaeum bicolor  – Tweekleurige honingvogel
- Dicaeum cambodianum – Cambodjaanse honingvogel
- Dicaeum celebicum  – Zwartflankhoningvogel
- Dicaeum concolor  – Nilgirihoningvogel
- Dicaeum cruentatum  – Roodrughoningvogel
- Dicaeum dayakorum  – Brilhoningvogel
- Dicaeum erythrorhynchos  – Geelsnavelhoningvogel
- Dicaeum erythrothorax  – Buruhoningvogel
- Dicaeum eximium  – Bismarckhoningvogel
- Dicaeum geelvinkianum  – Papoeahoningvogel
- Dicaeum haematostictum  – Zwartgordelhoningvogel
- Dicaeum hirundinaceum  – Roodstuithoningvogel
- Dicaeum hypoleucum  – Witbuikhoningvogel
- Dicaeum igniferum  – Roodkeelhoningvogel
- Dicaeum ignipectus  – Indische honingvogel
- Dicaeum kampalili  – Vuurkruinhoningvogel
- Dicaeum keiense – Rozeborsthoningvogel
- Dicaeum luzoniense – Vuurkeelhoningvogel
- Dicaeum maugei  – Roodborsthoningvogel
- Dicaeum minullum  – Groengrijze honingvogel
- Dicaeum monticolum  – Borneohoningvogel
- Dicaeum nehrkorni  – Nehrkorns honingvogel
- Dicaeum nigrilore  – Mindanaohoningvogel
- Dicaeum nitidum  – Louisiadenhoningvogel
- Dicaeum pectorale  – Müllers honingvogel
- Dicaeum pygmaeum  – Dwerghoningvogel
- Dicaeum quadricolor  – Cebuhoningvogel
- Dicaeum retrocinctum  – Mindorohoningvogel
- Dicaeum sanguinolentum  – Javaanse honingvogel
- Dicaeum wilhelminae – Soembahoningvogel
- Dicaeum rhodopygiale – Floreshoningvogel
- Dicaeum hanieli – Timorhoningvogel
- Dicaeum schistaceiceps  – Halmaherahoningvogel
- Dicaeum trigonostigma  – Oranjebuikhoningvogel
- Dicaeum tristrami  – Makirahoningvogel
- Dicaeum trochileum  – Roodkophoningvogel
- Dicaeum virescens  – Andamanenhoningvogel
- Dicaeum vulneratum  – Ceramhoningvogel

Acanthisittidae (Rotswinterkoningen) · Acanthizidae (Australische zangers) · Acrocephalidae (Rietzangers) · Aegithalidae (Staartmezen) · Aegithinidae (Iora's) · Alaudidae (Leeuweriken) · Alcippeidae (Alcippes) · Artamidae (Spitsvogels) ·  Atrichornithidae (Doornkruipers) · Bernieridae (Madagaskarzangers) · Bombycillidae (Pestvogels) · Buphagidae (Ossenpikkers) · Calcariidae (IJsgorzen) · Callaeidae (Nieuw-Zeelandse lelvogels) · Calyptomenidae (Afrikaanse breedbekken) · Calyptophilidae (Tapuittangaren) · Campephagidae (Rupsvogels) · Cardinalidae (Kardinaalachtigen) · Certhiidae (Echte boomkruipers) · Cettiidae (Struikzangers) · Chaetopidae (Rotsspringers) · Chloropseidae (Bladvogels) · Cinclidae (Waterspreeuwen) · Cinclosomatidae (Kwartellijsters) · Cisticolidae (Graszangers) · Climacteridae (Australische kruipers) · Cnemophilidae (Satijnvogels) · Conopophagidae (Muggeneters) · Corcoracidae (Slijknestkraaien) · Corvidae (Kraaien) · Cotingidae (Cotinga's) · Dasyornithidae (Borstelvogels) · Dicaeidae (Bastaardhoningvogels) · Dicruridae (Drongo's) · Donacobiidae (Zwartkopdonacobius) · Dulidae (Palmtapuiten) · Elachuridae (Elachura) · Emberizidae (Gorzen) · Erythrocercidae (Elfmonarchen) · Estrildidae (Prachtvinken) · Eulacestomatidae (Leldikkop) · Eupetidae (Ralbabbelaars) · Eurylaimidae (Breedbekken en hapvogels) · Falcunculidae (Harlekijndikkoppen) · Formicariidae (Mierlijsters) · Fringillidae (Vinkachtigen) · Furnariidae (Ovenvogels) · Grallariidae (Mierpitta's) · Hirundinidae (Zwaluwen) · Hyliidae (Hylia's) · Hyliotidae (Hyliota's) · Hylocitreidae (Bessendikkop) · Hypocoliidae (Zijdestaarten) · Icteridae (Troepialen) · Icteriidae (Geelborstzanger) · Ifritidae (Ifrita) · Irenidae (Irena's) · Laniidae (Klauwieren) · Leiothrichidae (Babbelaars) · Locustellidae (Sprinkhaanzangers) · Machaerirhynchidae (Bootsnavels) · Macrosphenidae (Afrikaanse zangers) · Malaconotidae (Bosklauwieren) · Maluridae (Elfjes)    · Melampittidae (Paradijspitta's) · Melanocharitidae (Bessenpikkers) · Melanopareiidae (Maansluipers) · Meliphagidae (Honingeters) · Menuridae (Liervogels) · Mimidae (Spotlijsters) · Mitrospingidae (Mitrospingustangaren) · Modulatricidae (Vlekkeellijsters) · Mohoidae (O'o's) · Mohouidae (Mohoua's) · Monarchidae (Monarchen) · Motacillidae (Kwikstaarten en piepers) · Muscicapidae (Vliegenvangers) · Nectariniidae (Honingzuigers) · Neosittidae (Boomlopers) · Nesospingidae (Puertoricaanse tangare) ·  Nicatoridae (Nicators) · Notiomystidae (Hihi) · Oreoicidae (Oreoica's) · Oriolidae (Wielewalen en vijgvogels) · Orthonychidae (Stronklopers) · Pachycephalidae (Dikkoppen en fluiters) · Panuridae (Baardmannetje) · Paradisaeidae (Paradijsvogels) · Paradoxornithidae (Diksnavelmezen) · Paramythiidae (Prachtbessenpikkers) · Pardalotidae (Diamantvogels) · Paridae (Mezen) · Parulidae (Amerikaanse zangers) · Passerellidae (Amerikaanse gorzen) · Passeridae (Mussen) · Pellorneidae (Grondtimalia's) · Petroicidae (Australische vliegenvangers) · Peucedramidae (Oranjekopzanger) · Phaenicophilidae (Hispaniolatangaren) · Philepittidae (Asities) · Phylloscopidae (Boszangers) · Picathartidae (Kaalkopkraaien) · Pipridae (Manakins) · Pittidae (Pitta's) · Pityriasidae (Borstelkop) · Platylophidae (Maleise kuifgaai) · Platysteiridae (Lelvliegenvangers) · Ploceidae (Wevers en verwanten) · Pnoepygidae (Pnoepyga's) · Polioptilidae (Muggenvangers) · Pomatostomidae (Australaziatische babbelaars) · Promeropidae (Afrikaanse suikervogels) · Prunellidae (Heggenmussen) · Psophodidae (Zwiepfluiters) · Ptiliogonatidae (Zijdevliegenvangers) · Ptilonorhynchidae (Prieelvogels) · Pycnonotidae (Buulbuuls) · Regulidae (Goudhaantjes) · Remizidae (Buidelmezen) · Rhagologidae (Geschubde dikkop) · Rhinocryptidae (Tapaculo's) · Rhipiduridae (Waaierstaarten) · Rhodinocichlidae (Troepiaaltangare) · Salpornithidae (Gevlekte boomkruipers) · Sapayoidae (Breedbekmanakin) · Scotocercidae (Maquiszanger) · Sittidae (Boomklevers) · Spindalidae (Spindalissen) · Stenostiridae (Elfvliegenvangers) · Sturnidae (Spreeuwen) · Sylviidae (Grasmussen) · Teretistridae (Cubaanse zangers) · Thamnophilidae (Miervogels) · Thraupidae (Tangaren) · Tichodromidae (Rotskruiper) · Timaliidae (Timalia's) · Tityridae (Tityra's) · Troglodytidae (Winterkoningen) · Turdidae (Lijsters) · Tyrannidae (Tirannen) · Urocynchramidae (Przewalski's roodmus) · Vangidae (Vanga's) · Viduidae (Wida's) · Vireonidae (Vireo's) · Zeledoniidae (Zeledonia) · Zosteropidae (Brilvogels)